# ABN AMRO Cup 2015
De ABN AMRO Cup 2015 is een hockeytoernooi dat werd gehouden van 3 tot en met 6 september 2015. Het was de achtste editie van dit toernooi en het deelnemersveld bestond uit alle twaalf de hoofdklasseclubs.
Net als twee jaar geleden ging de finale tussen Amsterdam en Rotterdam en schreven de hoofdstedelingen voor de tweede maal het toernooi op hun naam.

## Voorrondes
3 september 2015

### Poule 1
Locatie: Leiden
| Club           | GS | W | G | V | DS |
| -------------- | -- | - | - | - | -- |
| 1. Rotterdam   | 2  | 1 | 1 | 0 | +3 |
| 2. HGC         | 2  | 1 | 0 | 1 | -2 |
| 3. Bloemendaal | 2  | 0 | 1 | 1 | -1 |

- Rotterdam – HGC: 3-0
- HGC – Bloemendaal: 1-0
- Rotterdam – Bloemendaal: 0-0

### Poule 2
Locatie: Vught
| Club            | GS | W | G | V | DS |
| --------------- | -- | - | - | - | -- |
| 1. Oranje Zwart | 2  | 2 | 0 | 0 | +4 |
| 2. Den Bosch    | 2  | 1 | 0 | 1 | +1 |
| 3. SCHC         | 2  | 0 | 0 | 2 | -5 |

- Oranje Zwart – SCHC: 4-1
- SCHC – Den Bosch: 1-3
- Den Bosch – Oranje Zwart: 0-1

### Poule 3
Locatie: Amsterdam
| Club         | GS | W | G | V | DS |
| ------------ | -- | - | - | - | -- |
| 1. Amsterdam | 2  | 2 | 0 | 0 | +6 |
| 2. Pinoké    | 2  | 1 | 0 | 1 | -1 |
| 3. Hurley    | 2  | 0 | 0 | 2 | -5 |

- Amsterdam – Pinoké: 4-0
- Pinoké – Hurley: 3-0
- Hurley – Amsterdam: 0-2

### Poule 4
Locatie: Naarden
| Club            | GS | W | G | V | DS |
| --------------- | -- | - | - | - | -- |
| 1. Kampong      | 2  | 2 | 0 | 0 | +2 |
| 2. Schaerweijde | 2  | 1 | 0 | 1 | +1 |
| 3. Voordaan     | 2  | 0 | 0 | 2 | -3 |

- Schaerweijde – Kampong: 0-1
- Voordaan – Schaerweijde: 1-3
- Kampong – Voordaan: 1-0

## Tweede ronde
Rotterdam, 5 september 2015

### Halve finales (poulewinnaars)
- Rotterdam – Kampong: 4-3
- Amsterdam – Oranje Zwart: 4-2

### Nummers 2
- HGC – Schaerweijde: 4-1
- Den Bosch* – Pinoké: 5-5* winst na shoot-outs.

### Nummers 3
- Bloemendaal – Voordaan: 2-3
- Hurley – SCHC: 3-2

## Finales
Rotterdam, 6 september 2015
- 11de SCHC – Bloemendaal: 2-3
- 9de Voordaan – Hurley: 4-1
- 7de Pinoké – Schaerweijde: 1-4
- 5de Den Bosch – HGC:  0-3

### 3de plaats
- 12:00 Kampong – Oranje Zwart: 5-0

### Finale
| 6 september 2015 14:00                                             |                  |              |                                                                                |
| Amsterdam H&BC                                                     | 4:0              | HC Rotterdam | Sportpark Hazelaarweg, Rotterdam Scheidsrechters: Coen van Bunge Roel van Eert |
| 1-0 Billy Bakker 2-0 Kenny Bain 3-0 Kenny Bain 4-0 Klaas Vermeulen | Wedstrijdverslag |              | Sportpark Hazelaarweg, Rotterdam Scheidsrechters: Coen van Bunge Roel van Eert |

### Kampioen
| ABN AMRO Cup 2015        |
| ------------------------ |
| Amsterdam H&BC 2de titel |

2008 · 2009 · 2010 · 2011 · 2012 · 2013 · 2014 · 2015 · 2016 · 2017 · 2018 · 2019